# Cyclocephala quisqueya
Cyclocephala quisqueya är en skalbaggsart som beskrevs av Joly 1998. Cyclocephala quisqueya ingår i släktet Cyclocephala och familjen Dynastidae. Inga underarter finns listade i Catalogue of Life.